# Hlavní nádraží
Hlavní nádraží – stacja linii C metra praskiego (odcinek I.C) położona pod głównym dworcem kolejowym Pragi.
Otwarta 9 maja 1974 roku, jest najstarszą stacją metra praskiego. Jej budowa rozpoczęła się w 1966 roku, jako przystanek początkowego tramwaju podziemnego, który miał połączyć dworzec z dzielnicą Pankrác, rok później zmieniono koncepcję na budowę typowego metra; stacja była gotowa do oddania już w 1972 roku.
Stacja zbudowana została metodą odkrywkową (obecnie znajduje się nad nią nowsza hala dworca kolejowego). Jest jedną z trzech w całej sieci, mającą dwa boczne perony; tory oddzielone zostały filarami. Taka sytuacja jest pozostałością po budowie tramwaju podziemnego – stacja była projektowana i budowana jako przystanek tego środka transportu. Długość stacji wynosi 222 m, a głębokość – 9 m. Odcinek między sąsiadującymi przystankami Hlavní nádraží i Muzeum ma 425 metrów i jest najkrótszym odstępem między dwoma stacjami metra praskiego.
Ze względu na swoje położenie bezpośrednio pod halą dworca głównego, stacja posiada najlepsze połączenie z siecią kolejową. Najbliższe przystanki tramwajowe znajdują się przy ulicy Bolzanovej i Jindřišskiej, oddalone o ok. 300 m. Rejonu stacji nie obsługuje sieć autobusowa dzienna, jedynie w nocy, w czasie przerwy w kursowaniu metra, transport zapewniają autobusy nocne (przystanek przy ulicy Wilsona – Wilsonova).